# Carvalhal Benfeito
Carvalhal Benfeito ist eine Gemeinde (Freguesia) im portugiesischen Kreis Caldas da Rainha. In ihr leben 1141 Einwohner (Stand 19. April 2021).